# Astragalus myrianthus
Astragalus myrianthus là một loài thực vật có hoa trong họ Đậu. Loài này được Beck miêu tả khoa học đầu tiên.